# Брадалеско (Бергамо)
Брадалеско је насеље у Италији у округу Бергамо, региону Ломбардија.
Према процени из 2011. у насељу је живело 329 становника. Насеље се налази на надморској висини од 115 м.